# Ezequiel Alejandro Rodríguez
Ezequiel Alejandro Rodríguez (Yerba Buena, Tucumán, Argentina, 26 de octubre de 1990) es un futbolista argentino juega de mediocampista en Temperley. Es hermano de Patricio Rodríguez, jugador de UAI Urquiza.

## Clubes
| Club                     | País      | Año       | PJ | Goles |
| ------------------------ | --------- | --------- | -- | ----- |
| All Boys de Tucumán      | Argentina | 2010      | -  | -     |
| Jorge Newbery de Tucumán | Argentina | 2011      | -  | -     |
| Sportivo Rivadavia       | Argentina | 2011-2013 | -  | -     |
| Tristán Suárez           | Argentina | 2013-2015 | -  | -     |
| Sportivo Rivadavia       | Argentina | 2015      | -  | -     |
| Atlanta                  | Argentina | 2015-2017 | -  | -     |
| Tigre                    | Argentina | 2017-2021 | 23 | 1     |
| Temperley                | Argentina | 2021 -    | -  | -     |
| La Emilia (San Nicolas)  | Argentina | 2024 -    |    |       |

## Palmarés
| Logro       | Club               | Temporada | Año                      |
| ----------- | ------------------ | --------- | ------------------------ |
| Argentino C | Sportivo Rivadavia | Argentina | Torneo del Interior 2012 |